# Black Eagles

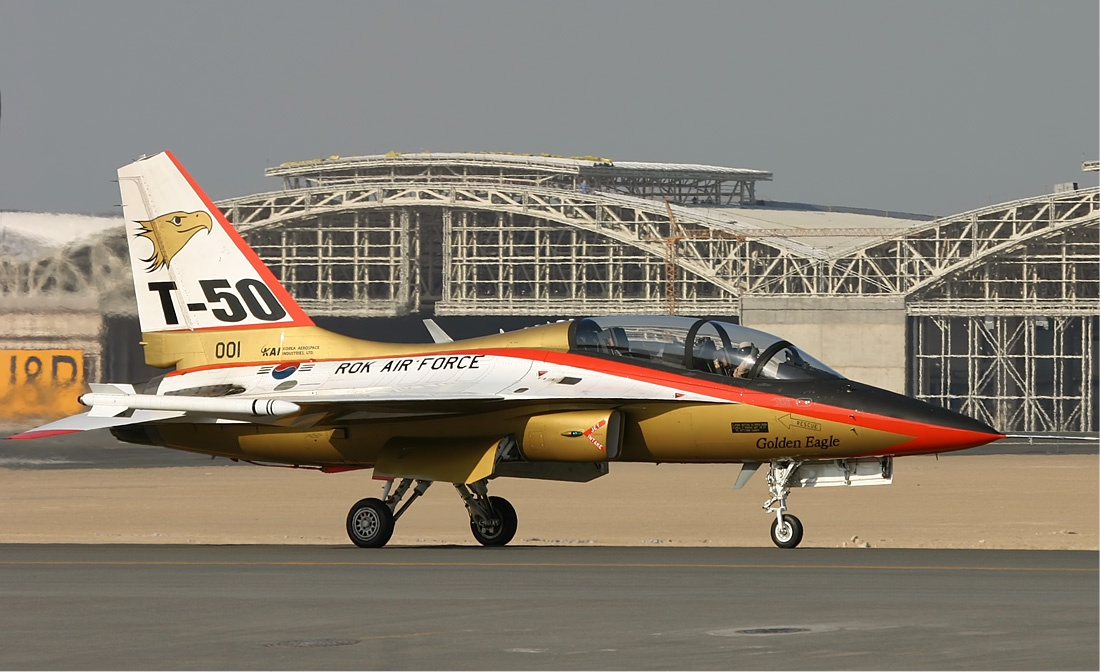
Samolot T-50 w barwach zespołu

Black Eagles – reprezentacyjny zespół akrobacyjny sił powietrznych Korei Południowej.

## Historia
Grupa powstała w roku 1953 w bazie wojskowej Koreańskich sił powietrznych w Gwangju, gdzie zespół stacjonuje do dzisiaj. Piloci grupy przez rok istnienia latali na samolotach produkcji amerykańskiej, North American P-51 Mustang. W 1954 zespół zmienił samoloty na również amerykańskie T-33 Shooting Star. Maszyny te służyły do roku 1959. Ponownie sprzęt wymieniono na zachodnie maszyny North American F-86 Sabre. Samoloty wiernie służyły w grupie przez niecałe 10 lat. W 1966 samoloty wymieniono na zachodnie myśliwce typu Northrop F-5 Freedom Fighter. Sprzęt służył do roku 1978. Zapaścią w grupie była jej likwidacja w roku 1978. Piloci młodego pokolenia bazującego w bazie podjęli decyzję o reaktywacji grupy i kontynuowaniu tradycji swoich poprzedników. Od 1994 piloci latali na szturmowych samolotach Cessna A-37 Dragonfly. Kolejną rewitalizacje grupa przeprowadziła w 2007 roku, kiedy do użytku wprowadzono rodzimej produkcji samoloty T-50 Golden Eagle. Zespół w całej swojej historii występował w wielu krajach, głównie w Azji. Regularnie goszczą na azjatyckich międzynarodowych pokazach lotniczych, a od 2012 roku występują sporadycznie także poza Azją.

## Samoloty
- 1953–1954 – North American P-51 Mustang
- 1954–1959 – T-33 Shooting Star
- 1959–1966 – North American F-86 Sabre
- 1966–1978 – Northrop F-5 Freedom Fighter
- 1978–1994 – likwidacja grupy
- 1994–2007 – Cessna A-37 Dragonfly
- od 2007 – T-50 Golden Eagle